# David Lapham
David Lapham   (Nova Jersey, 1970) és un dibuixant de còmics. La seua obra más coneguda és Stray Bullets, un dels còmics del gènere negre més reconeguts.

## Biografia
Des de menut li agradaven molt els còmics. Es va decidir per elegir els còmics com la seua carrera professional quan descobrí Daredevil de Frank Miller. Al principi de la dècada de 1990, deixà la seua feina com a publicista en el Ocean County Observer i vengué mostres de les seues obres a editorials sent ajudat per la seua parella Maria. Va ser contractat per Valiant. En Valiant coneix Jim Shooter, qui el porta a Defiant Comics el 1993, on trauen junts Warrior of Plasm.
El 1995 funda amb la seua esposa Maria l'editorial El Capitan Books, on trau solament els seus títols com a autor complet. Ací publica la seua obra més important: Stray Bullets. Malgrat l'èxit, no té prous beneficis econòmics, de manera que a partir de 2005, Lapham accepta treballs per a grans editorials (Top Cow, DC Comics, Marvel i altres).
Al voltant del 2007 recupera part de la seua llibertat creativa amb un segell de DC Comics anomenat Vertigo. El 2007 hi publica Silverfish i el 2008 Young Liars.

## Obres
- Magnus Robot Fighter (Valiant)
- WWF Battlemania (Valiant)
- RAI (Valiant)
- HardC.O.R.P.S (Valiant)
- Shadowman (Valiant)
- Harbinger (Valiant),[3] guionitzat per Jim Shooter i dibuixat per David Lapham.[4]
- Warrior of Plasm (DC, 1993), junt a Jim Shooter.
- Stray Bullets (El Capitan)
- Murder Me Dead (El Capitan)
- The Darkness (Top Cow)
- Batman: City of Crime (DC)
- Tales of the Unexpected (DC)
- Daredevil vs. Punisher: Means and Ends (Marvel)
- Giant-Size Wolverine #1 (Marvel), amb David Aja
- The Parallax Man (El Capitan)
- Silverfish (DC, 2007)
- Young Liars (DC, març de 2008)[1]